# Paudy
Paudy és un municipi francès, situat al departament de l'Indre i a la regió de Centre – Vall del Loira. L'any 2007 tenia 458 habitants.

## Demografia

### Població
El 2007 la població de fet de Paudy era de 458 persones. Hi havia 192 famílies, de les quals 56 eren unipersonals (16 homes vivint sols i 40 dones vivint soles), 56 parelles sense fills, 60 parelles amb fills i 20 famílies monoparentals amb fills.
La població ha evolucionat segons el següent gràfic:
Habitants censats

### Habitatges
El 2007 hi havia 250 habitatges, 194 eren l'habitatge principal de la família, 24 eren segones residències i 32 estaven desocupats. 248 eren cases i 2 eren apartaments. Dels 194 habitatges principals, 161 estaven ocupats pels seus propietaris, 28 estaven llogats i ocupats pels llogaters i 5 estaven cedits a títol gratuït; 8 tenien dues cambres, 26 en tenien tres, 57 en tenien quatre i 103 en tenien cinc o més. 142 habitatges disposaven pel capbaix d'una plaça de pàrquing. A 74 habitatges hi havia un automòbil i a 97 n'hi havia dos o més.

### Piràmide de població
La piràmide de població per edats i sexe el 2009 era:
| Homes | Edats   | Dones |
| ----- | ------- | ----- |
| 0     | 95 o +  | 0     |
| 4     | 90 a 94 | 4     |
| 8     | 85 a 89 | 4     |
| 4     | 80 a 84 | 8     |
| 8     | 75 a 79 | 8     |
| 8     | 70 a 74 | 20    |
| 20    | 65 a 69 | 16    |
| 12    | 60 a 64 | 4     |
| 8     | 55 a 59 | 12    |
| 4     | 50 a 54 | 8     |
| 24    | 45 a 49 | 16    |
| 4     | 40 a 44 | 8     |
| 24    | 35 a 39 | 16    |
| 28    | 30 a 34 | 20    |
| 12    | 25 a 29 | 12    |
| 0     | 20 a 24 | 0     |
| 16    | 15 a 19 | 8     |
| 8     | 10 a 14 | 8     |
| 16    | 5 a 9   | 16    |
| 12    | 0 a 4   | 12    |

## Economia
El 2007 la població en edat de treballar era de 268 persones, 202 eren actives i 66 eren inactives. De les 202 persones actives 179 estaven ocupades (95 homes i 84 dones) i 23 estaven aturades (12 homes i 11 dones). De les 66 persones inactives 26 estaven jubilades, 13 estaven estudiant i 27 estaven classificades com a «altres inactius».

### Ingressos
El 2009 a Paudy hi havia 200 unitats fiscals que integraven 474,5 persones, la mediana anual d'ingressos fiscals per persona era de 16.860 €.

### Activitats econòmiques
Dels 16 establiments que hi havia el 2007, 4 eren d'empreses de construcció, 2 d'empreses de comerç i reparació d'automòbils, 1 d'una empresa d'hostatgeria i restauració, 1 d'una empresa d'informació i comunicació, 5 d'empreses de serveis, 1 d'una entitat de l'administració pública i 2 d'empreses classificades com a «altres activitats de serveis».
Dels 5 establiments de servei als particulars que hi havia el 2009, 1 era un paleta, 2 fusteries, 1 lampisteria i 1 perruqueria.
L'únic establiment comercial que hi havia el 2009 era una botiga de menys de 120 m².
L'any 2000 a Paudy hi havia 16 explotacions agrícoles que ocupaven un total de 2.210 hectàrees.

## Equipaments sanitaris i escolars
El 2009 hi havia una escola elemental.

## Poblacions més properes
El següent diagrama mostra les poblacions més properes.